# E. Riley Anderson
E. Riley Anderson (Chattanooga, 10 de agosto de 1932 – 4 de julho de 2018) foi um juiz estadunidense. 

## Biografia
Nasceu em Chattanooga, Anderson recebeu um J. D. e Bacharel em direito, formado pela Universidade do Tennessee, Faculdade de Direito, em 1957. 

Morreu em 4 de julho de 2018, aos 85 anos.